# Högklackat
Högklackat är en svensk humorserie från 2012, baserad på den franska tv-serien Vous les femmes (ungefär Ni kvinnor) från 2007. Manusförfattarna och huvudrollsinnehavarna i den franska serien, Judith Siboni och Olivia Côte, har också varit med vid manusarbetet till Högklackat.
Serien består av åtta halvtimmeslånga avsnitt och i varje avsnitt visas ett antal sketcher med återkommande karaktärer och platser. Sketcherna driver med klichébilden av kvinnor och kvinnliga stereotyper. Kvinnorna hamnar ofta i besvärliga vardagssituationer som de löser med okonventionella metoder. Serien har regisserats av Alain Darborg och producerats av produktionsbolaget Tre Vänner. Serien hade premiär den 6 april 2012 i SVT1. 

## Rollista
I serien har en eller fler av följande sex kvinnor de framträdande rollerna i varje sketch:
- Anna Blomberg
- Ing-Marie Carlsson
- Anna Granath
- Petra Mede
- Susanne Thorson
- Rachel Mohlin